# حزب الله الحجاز
حزب الله الحجاز أو أتباع خط الإمام و يعرف بالإعلام الأمريكي والغربي بحزب الله السعودي
هي منظمة عسكرية انشأت بعد حادثة مكة 1987 بسبب رفض منظمة الثورة الإسلامية في شبه الجزيرة العربية القيام بأي نشاط مسلح أو أعمال عنف داخل المملكة العربية السعودية بناء على طلب من جمهورية إيران الإسلامية.

## الخلفية التاريخية
بعد نجاح الثورة الإسلامية في إيران انتقل علماء دين سعوديين شيعة من الدراسة في النجف في العراق إلى قم في إيران، قام علماء الدين السعوديين الشيعة الموجودين في قم بتأسيس تنظيم باسم الحوزة الحجازية و سُمي فيما بعد باسم تجمع علماء الحجاز، كانوا جميعهم من محافظة القطيف ومحافظة الأحساء شرق السعودية ما عدا شخص واحد كان من المدينة المنورة غرب السعودية.

## الاختلاف في وجهات النظر الفقهية
عكر صفو الوجود الشيعي السعودي في إيران خلاف فقهي مهم بين نظرة المرجع الشيعي الإيراني الشيرازي للحكومة الإسلامية الشيعية وأن يكون الحكم لتجمع من الفقهاء، بينما كان للخميني نظرة مختلفة تنص على أن الحكم لا بد وأن يكون للولي الفقيه الواحد.
ومن هنا دب الخلاف ووجد الطلبة والعلماء السعوديون أنفسهم وسط جدل سياسي سيؤثر عليهم كثيراً فمعظمهم منتسبون للمدرسة الشيرازية ما عدا قله منهم كانوا يؤيدون نظرة الخميني الفقهية.
تطورت الخلافات ووقع أنصار نظرة الشيرازي الفقهية وأنصار الخميني من السعوديين في تجاذب حاد مع بعضهم ؛ فكان الأغلبية من السعوديين الشيعة الموجودين في قم المؤيدين للمدرسة الشيرازية في حيره من أمرهم فإما أن يؤيدوا نظرة الإمام الخميني و يقلدوه سياسياً أو أن يواجهوا المتاعب.

## الذهاب إلى سوريا
ذهب السعوديين الشيعة المؤيدين للمدرسة الشيرازية من قم في إيران إلى سوريا التي كانت دائماً تحتضن المعارضة السعودية سواء كانت يسارية أو إسلامية، لم يرحل جميع السعوديين الموجودين في قم إلى سوريا بل بقي بعضهم في قم من الذين كانوا يؤيدون الخميني، كانوا مزيجاً من الإحسائيين ومن جزيرة تاروت وصفوى و أيضا من شيعة المدينة المنورة من أمثال محمد العمري.

## التأسيس
أسس السعوديين الشيعة الذين كانوا موجودين في سوريا تنظيم سياسي معارض لنظام الحكم الموجود في المملكة العربية السعودية باسم حركة الطلائع الرساليين و تحول مسماه فيما بعد إلى منظمة الثورة الإسلامية في شبه الجزيرة العربية و جناح المنظمة العسكري هو حزب الله الحجاز و افتتحت منظمة الثورة الإسلامية في شبه الجزيرة العربية مكاتب لها في دمشق وبيروت وطهران ولندن وواشنطن.

## أعمال الحزب العسكرية
كان الناشطون المنتمون للحزب من «علماء الحجاز» أمثال هاشم الشخص وعبد الكريم الحبيل وعبد الجليل المع، يتمتعون بكرم الضيافة السورية وقد يكونون غير راغبين بالمجاهرة بعمل سياسي على الأراضي السورية خوفاً من نظام يمكن شراء مخابراته بالأموال.
لكن كان هناك غيرهم من يتحرك بغطاء إيراني في سوريا.
فاجأ أحمد المغسل رفاقه في حركة طلائع الرساليين الشيرازية بالانتقال إلى حزب الله الحجاز كقائد لنشاطات الحزب العسكرية، وتم الانتقال بعد لقاء بينه وبين أحد المسؤولين العسكريين الإيرانيين في دمشق.
وتم اللقاء بموافقة أمنية من السوريين، لكن السوريين تأخروا كثيرا في إبلاغ السعوديين عن هذا اللقاء كعادتهم، ولم يتم ذلك إلا قبل أعوام قليلة وبمناسبة اكتشاف السعوديين لخلية مرتبطة بالمغسل في مدينة الدمام شرق السعودية.
قام المغسل بعد الاتفاق مع الإيرانيين بمحاولات لاستقطاب كفاءات شيعية سعودية من مختلف القرى والمدن شرق السعودية. و جد المغسل ضالته في بعض الشباب الذي كانوا يدرسون في الولايات المتحدة الأمريكية معظمهم من أعضاء منظمة الثورة الإسلامية
لم يطل انتظار الإيرانيين كثيراً؛ فبدأت عمليات الحزب سريعاً مستغلة وجود عملاء لها ضمن منشآت النفط السعودية.
حدث أول تفجير في اغسطس /آب عام 1987، رفضت الحكومة السعودية الاعتراف بأنه عمل إرهابي وقالت إنه حادث.
في مارس /آذار 1988 قام الحزب بتفجير آخر في منشآت شركة صدف البتروكيماوية في مدينة الجبيل، و هو تفجير تبناه الحزب وصرح بأن أربعة من عملائه قاموا به وهم من جزيرة تاروت.
أحد هؤلاء الأربعة كان يعمل في شركة صدف وأسهم بتواطئه في التخوف من تشغيل الموظفين الشيعة في المشاريع البتروكيماوية.
لكن الحكومة السعودية تداركت الأمر وأعادت الثقة للموظفين الشيعة بعد الحادث بوقت طويل.
أبرز ما في حادث شركة صدف أن أحد المنفذين وهو علي عبد الله الخاتم كان قد قاتل مع حزب الله اللبناني في لبنان وتدرب هناك على عمليات التفجير، ورافق الخاتم في التنفيذ للعملية الكبيرة كل من أزهر الحجاجي وخالد العلق ومحمد القاروص.
وبعد تفجير صدف اكتشف حراس شركات البترول والبتروكيماويات في شرق السعودية العديد من المتفجرات وفي أماكن متعددة، في معمل التكرير في رأس تنورة، و رأس الجعيمة.
ولم يطل الوقت حتى تمكنت الحكومة السعودية من تفتيت خلايا متعددة لحزب الله الحجاز واعتقلت كثيراً من أفراده كما تم تنفيذ حكم الإعدام بالسيف بحق الأربعة المسؤولين عن تفجير شركة صدف.
بعد إعدام الأربعة بدأ الاعتراف المكشوف حيث أصدر حزب الله الحجاز ومن دمشق ومعه تجمع علماء الحجاز بيانين يسمون فيهما منفذي عملية صدف بالشهداء، وخرج وزير خارجية إيران آنذاك ليعلن عن عدم وجود علاقة لبلاده بالعملية أو منفذيها.
طالبت السعودية في وقتها السلطات السورية التعاون لإيقاف المؤامرات التي تتم من دمشق ضد أهداف سعودية لكن لم تفعل سوريا.
بدأ حزب الله الحجاز عمليات خارجية ضد دبلوماسيين سعوديين، وتخلل عام 1989 عمليات كثيرة تفجير وقتل ضد دبلوماسيين في سفارات سعودية عديدة من بانكوك إلى أنقرة.
تعلم الحزب الدرس جيداً فلم يعلن أنه وراء هذه العمليات بل استخدم أسماء لمنظمات غير موجودة بالفعل، جند الحق ومنظمة الحرب المقدسة في الحجاز كما ذكرت صحيفة نيويورك تايمز في ذلك الوقت.
حاولت الدعاية الإيرانية الإشارة إلى أن هاتين المنظمتين لا علاقة لهما بحزب الله الحجاز وأنهما نتاج لخليط في لبنان يضم سعوديين ولبنانيين وفلسطينيين.
لكن التحريات أثبتت أن العديد من منفذي العمليات خرجوا من دمشق عابرين الحدود اللبنانية، ومن بيروت توجهوا لتنفيذ جرائمهم.

## الحزب في التسعينات
بغياب الخميني في يونيو/حزيران 1989 و غزو صدام حسين للكويت 1990 تغيرت أوضاع حزب الله الحجاز حيث صدرت له أوامر إيرانية بالتهدئة وتجميد النشاطات نتيجة للتقارب السعودي الإيراني، وزادت من حراجة وضع الحزب رغبة الرئيس الإيراني محمد خاتمي في فتح صفحة جديدة مع السعوديين.
بالطبع لم تكن السياسة الإيرانية تهتم فعلاً بفتح الصفحة مع السعودية، لكن كانت تريد تغيير طريقة المواجهة.
فمن تحريك العملاء عسكرياً إلى تفعيلهم سياسياً وإعلامياً، فتحول نشاط الحزب إلى إصدار النشرات والمواقع، وانخرط منتسبوه وأنصاره في شن الحملات الإعلامية ضد نظام الحكم في السعودية، وقام الحزب بإنشاء دار نشر وخدمات مواقع في دمشق ثم انتقل الموقع الإلكتروني وإدارته من دمشق إلى بيروت و تحديداً إلى الضاحية الجنوبية.
بعد حرب الخليج الثانية و عودة الكويت لحكم آل صباح، تنامى الحضور العسكري الاميركي في المنطقة، ونتيجة لخشية الإيرانيين من استمرار الوجود الاميركي والذي يمثل إخلالاً بالخطط التوسعية الإيرانية، لذلك وجهت طهران حزب الله الحجاز ضد الأميركيين ومواقعهم العسكرية في المنطقة.
في 25 يونيو /حزيران 1996 انفجر خزان كبير مملوء بأطنان من مادة تي أن تي بجوار مركز سكني كان فيه عسكريون اميركيون حيث قتل 19 اميركياً وأصيب مئات. فيما يُعرف باسم تفجير أبراج الخبر
بعد الانفجار قامت السلطات السعودية بالقبض على عشرات المنتمين لحزب الله الحجاز، بعد أن وجهت له أصابع الاتهام بتنفيذ الهجوم.
بعد تحقيقات مطولة تسرب أن المتهم الأول هو أحمد إبراهيم المغسل قائد الجناح العسكري لحزب الله الحجاز، وهاني الصايغ، وعبد الكريم الناصر الذي يعد القائد السياسي للحزب، وجعفر الشويخات الذي تم القبض عليه في دمشق من قبل المخابرات سورية بطلب من السعوديين وعدد أخر من السعوديين.
هرب الأربعة إلى إيران عبر سوريا، لكن الصايغ عاد إلى سوريا ثم هاجر إلى كندا ليقبض عليه ويسلم للسعودية، بينما عاد الشويخات لسبب ما إلى سوريا ليقبض عليه بعدها.
هذا التعاون السوري لم يكن خالصاً لوجه الحقيقة، إذ وجد الشويخات ميتاً في زنزانته بعد ثلاثة أيام من اعتقاله وقبل انتهاء إجراءات ترحيله للسعودية. قيل أن سبب الوفاة هو انتحاره بصابونة غسيل. و قيل إنه اغتيل من قبل المخابرات السورية لكي لا يكشف تورط سوريا في تفجير أبراج الخبر
لم يتورع حزب الله في لبنان عن رثاء الشويخات وامتداح جهوده ضد الاميركيين، في الوقت الذي يبرئه كثير من الشيعة المتعاطفين مع حزب الله الحجاز من المشاركة في عملية الخبر.
حاولت أجهزة الاعلام الإيرانية إلقاء تبعة تفجير الخبر على القاعدة، بينما لم يكن هناك أي علاقة للقاعدة بهذا التفجير حيث لا تظهر أدبيات ونشرات القاعدة أي اعتراف بمسؤولية ما، بل أن أحد قادة القاعدة وهو يوسف العييري اشتكى من الظلم الذي لحقه من السلطات السعودية التي سجنته وحققت معه على أن له علاقة بالتفجير. و القاعدة كما هو معلوم، لا تتردد في الإعلان عن هجماتها ضد الأميركيين.
تبدو الدلائل واضحة على مسؤولية حزب الله اللبناني وفرعه السعودي الأصغر في التفجير، حيث يبين الباحث الاميركي توماس هيقهامر أن القاعدة في وقت التفجير لم تكن لديها القدرة على إنجاز مثل هذا الحجم من التفجيرات، وكان تفجير مبنى للحرس الوطني في الرياض عام 1995 أضعف كثيراً من تفجير الخبر. وبدت واضحة الخبرة التقنية لحزب الله الذي تمرس على مثل هذه التفجيرات الكبيرة ـ ولا يزال ـ في لبنان ومنها تفجير موكب رئيس الوزراء اللبناني السابق رفيق الحريري.
تشير الدلائل إلى أن إيران تريد من تفجير الخبر إفساد الاتفاق الذي تم بين المعارضة الشيعية السعودية المحسوبة على الخط الشيرازي والتي عادت قبل التفجير للسعودية في صفقة سياسية معروفة مع الملك فهد
كان التفجير وبالاً ليس على الاميركيين والنظام السعودي فقط بل على المواطنين الشيعة الأبرياء؛ إذ بررت العملية اعتقال الكثير من الناشطين السعوديين ومعاملتهم بقسوة وبرضا غربي.
أدى ذلك التفجير إلى ردة فعل شيعية ضد توجه حزب الله حجاز واتهمه كثيرون بأنه لا يكترث لمصالح الشيعة وأمنهم وسلامتهم، فتنادت فعاليات شيعية للوقوف صفاً واحداً ضد العنف وأسفر ذلك عن تحول كبير في نشاطات الشيعة تجاه العمل السلمي والمدني لانتزاع الحقوق بدلاً عن العنف الذي يخدم إيران أكثر من الشيعة السعوديين.
ساعد على تعزيز العمل السلمي والهدوء في المنطقة اتفاق إيراني سعودي في عام 2001 ينص حسب تقرير مركز راند الاميركي على أنه فيما تمنع السعودية أي عمل عسكري اميركي ضد إيران من أراضيها توقف إيران دعمها لعمليات المعارضة الشيعية السعودية.

## أعداد المنتسبين للحزب
قال المعارض السعودي علي آل أحمد (مسلم شيعي - علماني) في لقاء صحفي بأن هناك المئات من السعوديين المسلمين الشيعة تدربوا على السلاح في إيران وسوريا و جنوب لبنان

## الجهاد في الخارج
شارك بعض السعوديين المنتسبين للحزب كمتطوعين في الحرب العراقية الإيرانية (1980-1988) فيما أطلق عليه اسم الدفاع المقدس في خطوط النار والجبهات ضد الجيش العراقي والصراع في جنوب لبنان (1982-2000) ضد الجيش الإسرائيلي، وأقيمت لبعض من قتلوا منهم نصب تذكارية في مدينة قم وصفوا فيها بالشهداء ومنهم :
- نزيه ناجي علي الحِجّاج
- الشيخ محمد نور الشواف
- الشيخ جلال احمد شلي
- جلال حسن علي الحجاج
- علي عيسى المديفع

## تجميد نشاط الحزب أو حله
لم يعد للحزب أي نشاط خاصة بعد تحسن العلاقات السعودية - الإيرانية في عهد الرئيس خاتمي (1997 - 2005) سوى بعض البيانات الإعلامية اللتي تنشر على شبكة الإنترنت خلال عقد 2000 (2000-2009)، و لم يقم بأي نشاط يذكر بعد تلك الفترة.

## تصنيفها كحركة إرهابية
في اليوم السابع من شهر مارس من عام 2014 أعلنت وزارة الداخلية السعودية أن حزب الله داخل السعودية «هذا ما ذكر بنص البيان»، (و أشار محللين إلى ان المقصود هو حزب الله الحجاز) حركة إرهابية هي وعدة تنظيمات أخرى وجرم البيان من يؤيدها أو يمولها أو يُبدي التعاطف معها أو يستخدم شعاراتها ورموزها ومن يتبنى أفكارها، و في 21 اغسطس من عام 2014 أعلن مكتب التحقيقات الفيدرالي التابع لوزارة العدل الأمريكية المعروف بالـ إف بي آي عن قائمة تضم 26 شخص وصفتهم بالإرهابيين الأخطر في العالم ضمت خمس عناصر من المتهمين بتفجير أبراج الخبر (جميعهم من قادة حزب الله الحجاز) و هم أحمد المغسل وعدنان جمعة وإبراهيم الياقوت وعبد الكريم الناصر وعلي الحوري وأعلن عن مكافئات مالية لمن يملك معلومات تقود إلى مكان تواجدهم، و في 14 نوفمبر من عام 2014 أعلن مجلس الوزراء الإماراتي عن قائمة تضم 84 جماعة وتنظيم تصنفها الحكومة الإماراتية على إنها إرهابية ومن بينها حزب الله الحجاز على الرغم من توقف نشاط المنظمة منذ أكثر من عقدين.
و في اغسطس من عام 2015 ألقت الاجهزة الامنية القبض على احمد المغسل المطلوب الأمني منذ عام 1996 في عملية نوعية في بيروت